# Aboubakari Ouédraogo
Aboubakari Ouédraogo (ur. 23 czerwca 1970) – burkiński piłkarz występujący na pozycji napastnika.

## Kariera klubowa
W swojej karierze Ouédraogo występował między innymi w zespole ASFA Yennenga.

## Kariera reprezentacyjna
W latach 1994–1996 w reprezentacji Burkiny Faso Ouédraogo rozegrał 9 spotkań i zdobył 2 bramki. W 1996 roku został powołany do kadry na Puchar Narodów Afryki. Zagrał na nim w meczach ze Sierra Leone (1:2), Zambią (1:5) i Algierią (1:2), a Burkina Faso odpadło z turnieju po fazie grupowej.